# Hýľov
Hýľov est un village de Slovaquie situé dans la région de Košice.

## Histoire
Première mention écrite du village en 1318.
La localité fut annexée par la Hongrie après le premier arbitrage de Vienne le 2 novembre 1938. En 1938, on comptait 481 habitants dont 1 juif. Elle faisait partie du district de Košice, en hongrois Kassai járás. Durant la période 1938 -1945, le nom hongrois Hilyó était d'usage. À la libération, la commune a été réintégrée dans la Tchécoslovaquie reconstituée.

## Démographie

### Évolution de la population
| Année:               | 1994. | 2004.   | 2014.    | 2024.    |
| -------------------- | ----- | ------- | -------- | -------- |
| Nombre de personnes: | 417   | 434     | 503      | 558      |
| Différence:          |       | +4,07 % | +15,89 % | +10,93 % |

| Année:               | 2023. | 2024.   |
| -------------------- | ----- | ------- |
| Nombre de personnes: | 556   | 558     |
| Différence:          |       | +0,35 % |